# Braterśke
Braterśke (ukr. Братерське) – wieś na Ukrainie, w obwodzie kirowohradzkim, w rejonie kropywnyckim, w hromadzie Kompanijiwka. W 2001 liczyła 241 mieszkańców, spośród których 233 wskazało jako ojczysty język ukraiński, 5 rosyjski, a 3 mołdawski.